# Behind the Stockade
Pour plus de détails, voir Fiche technique et Distribution.
Behind the Stockade est un film muet américain réalisé par Thomas H. Ince et George Loane Tucker, sorti en 1911.

## Fiche technique
- Réalisation : Thomas H. Ince, George Loane Tucker
- Scénario : George Loane Tucker
- Production : Carl Laemmle
- Date de sortie :  États-Unis : 12 juin 1911

## Distribution
- Mary Pickford : Lucy
- Owen Moore : Billy Thompson